# Туньжа
Туньжа (рос. Туньжа) — село Чойського району, Республіка Алтай Росії. Входить до складу Паспаульського сільського поселення.
Населення — 253 особи (2015 рік).